# Stanislav Kulinchenko
Stanislav Kulinchenko (em russo:  Станислав Владимирович Кулинченко; Samarqand, 19 de abril de 1971) é um handebolista profissional da Rússia, campeão olímpico.
Nos Jogos Olímpicos de 2000, em Sydney, Stanislav Kulinchenko fez parte da equipe russa que sagrou-se campeã olímpica. Com 8 partidas e 4 gols.